# Україна — не Росія
«Україна — не Росія» — книга другого президента України Леоніда Кучми. Вийшла з друку в 2003 році в період його президентства. У зв'язку з деякими суперечливими твердженнями автора книга викликала неоднозначну реакцію читачів і піддавалася критиці.
Книга складається з передмови, 14 розділів, післямови і приміток.

## Зміст

### Анотація
Автор ділиться своїми поглядами на історію України, на події XX століття та останніх років, викладає свою точку зору, чому Україна не може бути Росією, про відмінності в українських і російських національних характерах, про різні погляди на культурно-історичне минуле і взаємні претензії.
На презентації книги в Москві Леонід Кучма сказав:

У нас на порядку денному стоїть завдання, про яке в цій книзі я сказав, перефразовуючи вислів відомого італійця: «створити українця». Небезпека не повернутися до свого українства актуальна для мільйонів громадян України. Російські інтелігенти діляться на тих, хто бажає нам удачі у відновленні і розвитку українства, і на тих, хто не бажає нам цього. Про таких було колись сказано, що російський демократ закінчується там, де починається розмова про Україну.

### Кучма про українців і росіян
«Серед росіян я частіше, ніж серед українців, зустрічав людей, які тяготилися своєю справою й тому робили її погано, — пише президент України, який багато років був директором „Південмашу“, флагмана ракетобудування СРСР, — не від невміння робити добре, а від огиди». Росіяни більше живуть «по понятіям», тоді як українці в масі своїй віддають перевагу закону й порядку. Довге життя під дахом однієї імперії, де русскій чоловік жив з відчуттям, що вся вона його батьківщина, призвела до сумного фіналу: з усіх націй колишнього СРСР титульна виявилася самою «необщінною». А в кінцевому рахунку і менш оптимістичною, ніж ті ж українці.

### Кучма про Хмельницького й Мазепу
«Якщо Хмельницький — символ тяглості української державності від Київської Русі до наших днів, то Іван Мазепа уособлює для нас Альтернативу. В очах багатьох він врівноважує Хмельницького, виправляє крен. Ставлення до Мазепи як зрадника в наші дні — це анахронізм. Це може свідчити про деяку душевну незрілість. Добре, що наш Національний банк, з яким я часто буваю не згоден з інших приводів, помістив портрети двох цих людей на гривні. У нас люди все ще ведуть боротьбу проти пам'ятників і портретів. Але гроші ніхто рвати на знак протесту не буде. Бачачи Мазепу й Хмельницького в своїх гаманцях разом, наші люди звикають терпиміше ставитися до своєї історії, до її творців. Та, мабуть, і один до одного».

### Кучма про російську мову і церковні проблеми
Автор детально зупиняється на питанні про двомовність в Україні, наводячи аргументи про несвоєчасність надання російській мові статусу офіційної. Кучма також не обходить увагою вкрай складну й заплутану ситуацію, що склалася навколо міжконфесійних відносин в Україні. Майбутнє церкви він бачить у створенні Української Помісної православної церкви.

### Післямова
Підбиваючи підсумки, Леонід Кучма стверджує, що у двох країн різні історичні долі, різний національний досвід, різне самовідчуття, несхожі культурно-мовні ситуації, принципово різні відносини з географічним та геополітичним простором, неоднакова ресурсна база, різна політична вага у світі, несумірні можливості для взаємовпливу.

## Критика
Книга «Україна — не Росія» неодноразово піддавалася критиці з боку незалежних авторів як в Росії, так і в Україні з різних аспектів. Негативні рецензії почали з'являтися навіть ще до видання твору. Так, гуморист Віктор Шендерович назвав заголовок книги «вульгарним», а політолог Сергій Маркедонов заявив, що «Українські політики керуються перш за все тим, що нас розрізняє і розділяє. І роблять все, щоб цих відмінностей було якомога більше».
Авторство книги також було поставлено під питання. Директор Інституту країн СНД Костянтин Затулін припустив, що книгу написав академік Анатолій Гальчинський. А на думку директора Інституту політики Миколи Томенка, книга писалася двома групами вчених: російськими й українськими. Результатом з'явилися протиріччя у книзі, що представляє одночасно два протилежних погляди на одні й ті ж проблеми, а також історичні неточності і підтасування. При цьому «В авторському колективі інколи відчувається й присутність Леоніда Кучми, щоправда, незначна і здебільшого автобіографічна». Втім, те, що в написанні книги брали участь фахівці, не заперечує і сам Кучма, він назвав фахівців, які виконали історичні, літературні та інші редагування, своїми співавторами. У тому, що книга написана не самим Кучмою, впевнені також міністр уряду Москви Олександр Музикантський, культуролог Ігор Яковенко і журналіст Вадим Нестеров. Цю ж точку зору підтримує журналіст Віктор Бакланов, який вважає, що в написанні книги брали участь понад півсотні різних авторів. Бакланов також ставить у провину Кучмі те, що «Всю розвернуту глибину своїх знань і спостережень Леонід Данилович присвятив єдиній і головній меті: доведення всім, хто сумнівається, що український народ не має ніякого відношення до російського, українці незрівнянно кращі, здібніші, талановитіші росіян». Опосередковано підтримує цю думку про книгу історик Марк Шкундін.
Петро Дейниченко в рецензії на книгу написав: «У передмові він люто доводить, що ні про який колоніальний статус України не могло бути й мови. У кінці книги говорить, по суті, прямо протилежне: Україна протягом трьох з половиною століть давала Росії „Потужне людське підживлення“ і „одного цього чинника досить, щоб визнати: Росія — наша боржниця“. І „підживлення“ зараз триває — ось українські робітники працюють на будівництвах Москви. Соромно писати таке. Їдуть адже від безнадійності, від безладу життя».
У фразі «Україна — не Росія» бачить основний напрям української національної ідеї історик і публіцист Михайло Смолін. Він також упевнений, що книга написана колективом авторів, і вважає, що «український погляд на російський світ», викладений у книзі, є русофобським, розкольницьким і сепаратистським. Смолін вважає, що з поставленим завданням — «вловити і сформулювати різницю» між українцями і росіянами Кучма так і не впорався, а в його спробах довести, що українці і росіяни — це різні народи, вчувається невпевненість і образлива впертість.
У травні 2025 року міністр закордонних справ Росії Сергій Лавров згадав про книгу «Україна — не Росія», назвавши її «відверто псевдонауковою», а автора охарактеризував як такого, що визначив собі за мету «створити українців».

По суті справи, саме ця концепція, яка була закладена в цій праці «Україна — не Росія», стала свого роду інтелектуальним фундаментом уже сучасних націоналістичних українських еліт.
— Сергій Лавров

## Видання
Оригінал книжки вийшов друком у 2003 році російською мовою у московському видавництві «Время». Перший переклад українською мовою вийшов у тому ж видавництві у 2004 році.
- Л. Кучма: Україна — не Росія. Переклад з рос. на укр. Ірина Пащенко, Олександр Руденко-Десняк. Фото Ю. Буслінскій, В. Солов'йов. — М.: Время, 2004. 560 стор. + фото. ISBN 5-94117-087-4
- Л. Кучма: Украина — не Россия. Фото Ю. Буслинский, В. Соловьев. — М.: Время, 2004. 560 стор. + фото. ISBN 5-94117-086-6
- Л. Кучма: Украина — не Россия. М.: Время, 2003. — 560 стор + фото. ISBN 5-94117-075-0

## Наклад
Наклад книги становить 10 000 примірників. Вартість книги становила 67 гривень в книжковому магазині в 2007 році.

## Перевидання
20 листопада 2023 року у Києві презентували книгу експрезидента України Леоніда Кучми «Україна — не Росія. Двадцять років потому». Це оновлена версія книжки 2003 року. Про це повідомила Дарка Оліфер, прессекретарка Президентського фонду Леоніда Кучми «Україна». За словами речниці, Кучма остаточно вирішив написати нову версію «України — не Росії» 14 січня 2023 року, тоді Росія вдарила ракетами по Дніпру. При розборі завалів на руїнах багатоповерхівки знайшли напівобгорілу книжку Кучми «Україна — не Росія».